# Услад
Услад — вигаданий бог веселощів та всілякого блаженства. Ім'я бога виникло в результаті помилкового перекладу з «Повісті временних літ» в «Записках про московитські справи» Зигмунда Герберштайна, посла Священної Римської імперії до Московського царства, та «Хроніці польській, литовській, жмудській і всієї Русі» польська хроніста Мацея Стрийковського.
Фразу з «Повісті минулих літ»

И нача къняжити Володимеръ въ Кыевѣ единъ, и постави кумиры на хълмѣ вънѣ двора теремьнаго: Перуна древяна, а главу его сьребряну, а усъ златъ, и Хърса Дажьбога и Стрибога и Сѣмарьгла и Мокошь.

Герберштайн переклав як:

Volodimerus multa idola Kioviae institut: primus idolum Perun dictum capite argento, caetere lignea errant; alia, Uslad, Corsa, Dasva, Striba, Simaergla, Macosch vocabitur.

Стрийковський же переклав так:

Спочатку поставив дуже високого ідола Перунові... Інші ідоли були найменовані: Услад, Стріба (Стрибог), Симаергла (Симаргл), Макош і т.д. 

Таким чином із словосполучення «усъ злат» було створено бога Услада. А при вияснені його функцій, за відсутності інших джерел, опиралися на співзвучність його імені з дієсловом «усладити».